# Línea 1 (TUVISA)
La línea 1 de TUVISA de Vitoria une el barrio de Zaramaga con el centro de la ciudad.

## Características
Esta línea conecta el Barrio de Zaramaga con el Centro de Vitoria de manera circular.
La línea entró en funcionamiento a finales de octubre de 2009, como todas las demás líneas de TUVISA, cuándo el mapa de transporte urbano en la ciudad fue modificado completamente. En 2017 se eliminó la parada de regulación horaria de Catedral, y la parada Zaramaga/Reyes de Navarra se redenominó como Reyes de Navarra 51. A partir de verano de 2019, la frecuencia en días laborables pasó a ser de 12 minutos, suprimiendo un autobús que sería cedido a las líneas más utilizadas. 

### Frecuencias
| de lunes a viernes laborables |        |
| 6:15                          |        |
| de 6:45 a 21:35               | 15 min |
| 22:00, 22:15                  |        |
| sábados laborables            |        |
| de 7:00 a 22:00               | 20 min |
| domingos y festivos           |        |
| de 7:00 a 22:20               | 20 min |
| laborables agosto             |        |
| de 7:00 a 22:00               | 20 min |
| 22:15                         |        |

| de lunes a viernes laborables |        |
| 6:17                          |        |
| de 7:02 a 21:47               | 15 min |
| 22:19                         |        |
| sábados laborables            |        |
| de 7:17 a 22:17               | 20 min |
| domingos y festivos           |        |
| de 7:17 a 22:17               | 20 min |
| laborables agosto             |        |
| de 7:17 a 22:17               | 20 min |

## Recorrido
La Línea comienza su recorrido en la Calle Reyes de Navarra hasta desembocar en el Portal de Villarreal, dónde pasando por Reyes Católicos, llega a Valladolid. Tras pasar por la Plaza de las Vascongadas, entra en la Avenida de Judizmendi, la cual abandona girando a la derecha hacia la Avenida de Santiago. Llegando al centro, y tras pasar por Paz, Independencia, General Álava y Becerro de Bengoa llega a la Catedral, Calle del Monseñor Cadena y Eleta. Desde este punto se dirige a la Calle Mikaela Portilla y Pintor Teodoro Dublang. En este lugar, se adentra en la Calle Bustunzuri para llegar a Adriano VI. Girando a la izquierda entra en la Avenida de Gasteiz y en la Calle Honduras. Desde ahí pasando por Juan de Garay llega a la Calle Zaramaga. Gira a la derecha y finaliza su  recorrido en la Calle Reyes de Navarra.

### Barrios atendidos
Esta línea atiende los siguientes barrios y zonas de Vitoria.
- Zaramaga.
- Aranbizkarra.
- Arana.
- Santiago.
- Desamparados.
- Ensanche.
- Aranzabal.
- San Martín.
- Avenida Gasteiz.
- El Pilar.

## Paradas
| KBHFa |

| HST |

| HST |

| HST |

| HST |

| HST |

| HST |

| BHF |

| HST |

| HST |

| HST |

| HST |

| HST |

| HST |

| TRAM |

| HST |

| TRAM |

| HST |

| HST |

| HST |

| KBHFe |

| KBHFa |

| HST |

| HST |

| HST |

| HST |

| HST |

| HST |

| BHF |

| HST |

| HST |

| HST |

| HST |

| HST |

| HST |

| TRAM |

| HST |

| TRAM |

| HST |

| HST |

| HST |

| KBHFe |

| KBHFa |

| HST |

| HST |

| HST |

| HST |

| HST |

| HST |

| BHF |

| HST |

| HST |

| HST |

| HST |

| HST |

| HST |

| TRAM |

| HST |

| TRAM |

| HST |

| HST |

| HST |

| KBHFe |

| KBHFa |

| HST |

| HST |

| HST |

| HST |

| HST |

| HST |

| BHF |

| HST |

| HST |

| HST |

| HST |

| HST |

| HST |

| TRAM |

| HST |

| TRAM |

| HST |

| HST |

| HST |

| KBHFe |